# ویرجین استرالیا

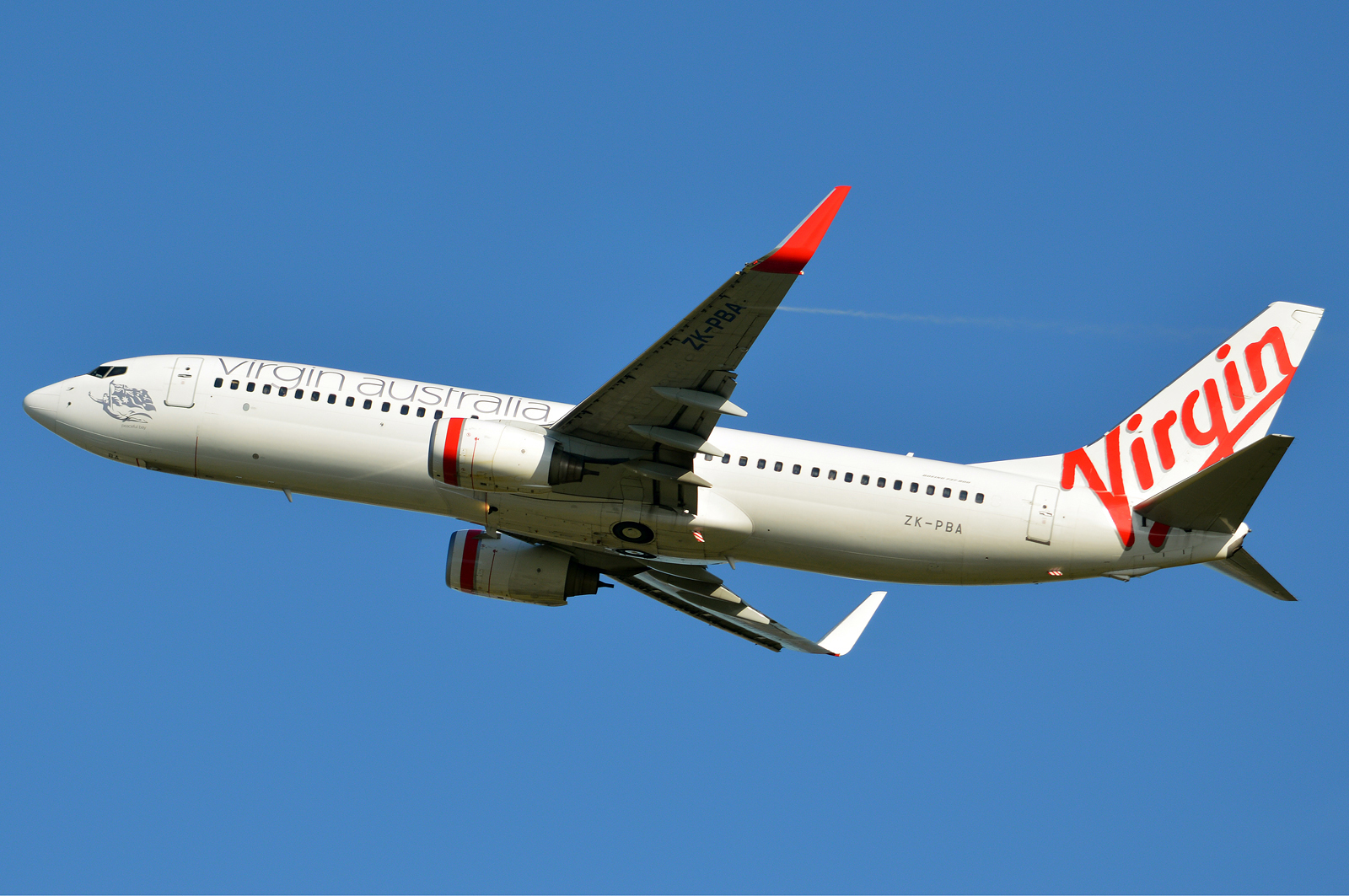
هواپیمای بوئینگ ۷۳۷، متعلق به ویرجین استرالیا

ویرجین استرالیا (به انگلیسی: Virgin Australia) شرکت هواپیمایی استرالیایی است که در سال ۲۰۰۰ توسط بازرگان بریتانیایی؛ ریچارد برانسون (مالک گروه ویرجین و خطوط هواپیمایی ویرجین آتلانتیک) تأسیس شد و هم‌اکنون پس از کانتاس، به‌عنوان دومین شرکت هواپیمایی استرالیا شناخته می‌شود.
شرکت هواپیمایی ویرجین استرالیا، در حال حاضر روزانه به ۵٢ مقصد، در اقیانوسیه، آسیا، خاورمیانه و ایالات متحده آمریکا پروازهای مستقیم دارد. دفتر مرکزی این شرکت در شهر بریزبن، استرالیا قرار دارد و فرودگاه آوکلند، فرودگاه بریزبن، فرودگاه ملبورن و فرودگاه سیدنی، قطب‌های این شرکت هواپیمایی به‌شمار می‌آیند. این شرکت در حال حاضر در ناوگان هوایی خود، دارای ١٠١ فروند هواپیمای جت مسافربری می‌باشد.